# Country Song (песня Pink Floyd)
«Country Song» — песня, написанная рок-группой Pink Floyd для фильма Забриски-пойнт режиссёра Микеланджело Антониони об американской молодежи конца 1960-х — начала 1970-х годов. Однако в итоге Антониони не включил её в свой фильм. Официально была издана лишь в виде бонус-трека к расширенному саундтреку фильма Забриски-пойнт в 1997 году. Среди фанатов группы Pink Floyd эта песня называется также «The Red Quenn» и «Looking at the Map».
Основная мелодичная составляющая этой композиции, образованная игрой Ричарда Райта на фортепиано, Ника Мейсона на ударных и вокалом Дэвида Гилмора, сочетается с резкими звуками искажённой электрогитары. Текст песни вызывает многочисленные ассоциации с книгой «Алиса в Зазеркалье» Льюиса Кэрролла.